# 普雷里鎮區 (阿肯色州克雷格黑德縣)
普雷里鎮區（英語：Prairie Township）是位於美國阿肯色州克雷格黑德縣的一個行政鎮區。

## 地方資料
普雷里鎮區的面積為27.12平方千米，當中陸地面積為26.71平方千米，而水域面積為0.41平方千米。根據2010年美國人口普查的數據，當地共有人口94人，而人口密度為每平方千米3.47人。